# Blarney Stone

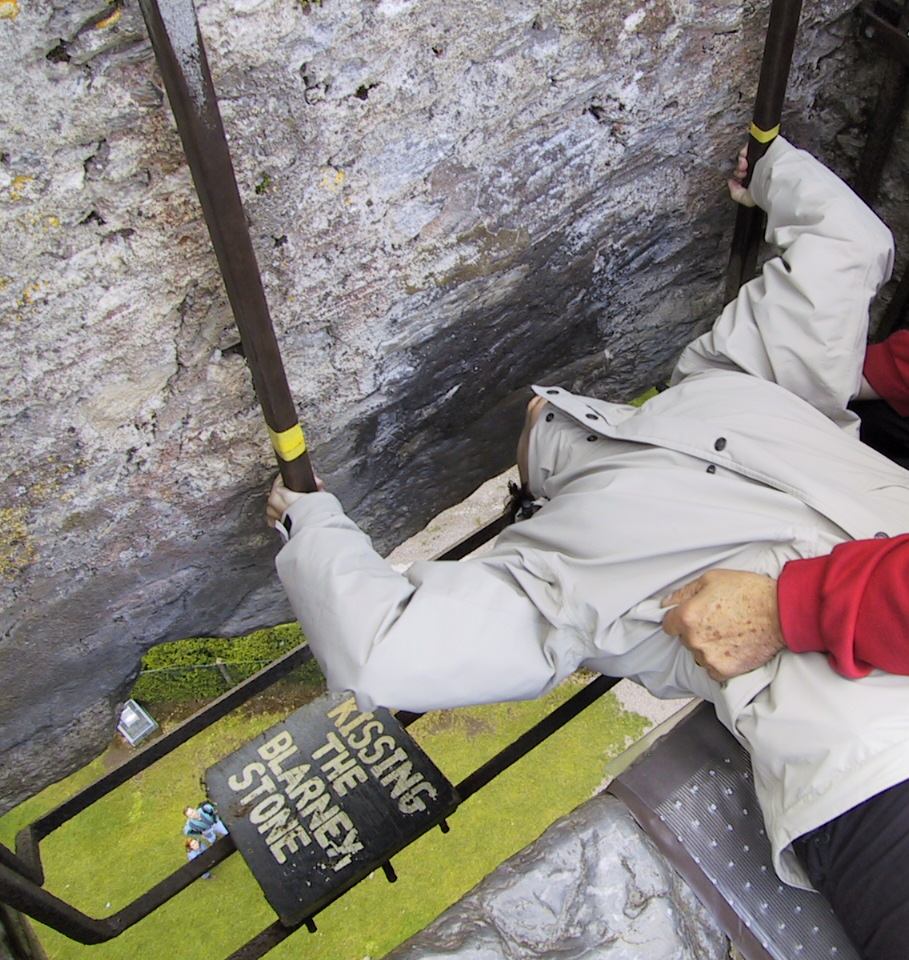
Turist som kysser Blarneystenen.

The Blarney Stone är en kalksten i bröstvärnet på slottet Blarney Castle, beläget cirka 8 kilometer utanför Cork på Irland. Det sägs att man om man kysser stenen belönas med talets gåva (engelska "the gift of the gab"). Stenen sattes in i slottsmuren 1446. Det är en populärt turistnöje att kyssa stenen, men det är ett krävande företag att komma åt stenen. Man bör ha någon med som kan hålla i benen när man hängande upp och ner försöker nå den. 